# Санта-Фе-ду-Сул
Санта-Фе-ду-Сул (порт. Santa Fé do Sul) — муниципалитет в Бразилии, входит в штат Сан-Паулу. Составная часть мезорегиона Сан-Жозе-ду-Риу-Прету. Входит в экономико-статистический микрорегион Жалис. Население составляет 29 026 человек на 2006 год. Занимает площадь 208,245 км². Плотность населения — 139,4 чел./км².

## История
Город основан 24 июня 1948 года.

## Статистика
- Валовой внутренний продукт на 2003 год составляет 206 349 928,00 реалов (данные: Бразильский институт географии и статистики).
- Валовой внутренний продукт на душу населения на 2003 год составляет 7403,22 реалов (данные: Бразильский институт географии и статистики).
- Индекс развития человеческого потенциала на 2000 год составляет 0,809 (данные: Программа развития ООН).